# Homapoderus tolerans
Homapoderus tolerans es una especie de coleóptero de la familia Attelabidae.

## Distribución geográfica
Habita en Camerún, Congo, Gabón, Guinea,  Kenia, República Democrática del Congo y en Uganda.